# Truncatoflabellum formosum
Espèce
Statut CITES
Truncatoflabellum formosum est une espèce de coraux appartenant à la famille des Flabellidae.